# 静岡仏壇
静岡仏壇（しずおかぶつだん）とは、静岡県静岡市を中心とする地域で製作される唐木仏壇のこと。

## 起源・歴史
1940年（昭和15年）以降、中井沢武一が針箱の木地屋から仏壇製作に乗り出したのが創始とされる。静岡が仏壇産地化するのが、1947～48年（昭和22～23年）頃であり、鏡台・針箱・下駄の製造卸業が東京・名古屋などの需要増加に伴い、仏壇製造卸業に転身した。
昭和20年代後半から30年代にかけ、創価学会の急激な大発展によって、爆発的な「正宗仏壇」の需要が起きた。静岡・徳島の正宗仏壇産地は一大躍進を遂げ、生産高の約60％を占めた。これにより、唐木仏壇産地が形成されたともいえる。また、東京が第二次世界大戦の戦禍により、仏壇生産が間に合わず、静岡産地に注文が殺到した為、八宗仏壇も東京唐木仏壇産地の需要も吸収し、大発展を遂げた。東京で需要の高い小型仏壇を得意としていた為に出荷額は激高し、本数的には徳島以上の産地となり、バブル絶頂期まで好景気が続いた。
1990年代、創価学会が日蓮正宗から破門され、またバブル崩壊により正宗仏壇の売れ行きが悪化。正宗仏壇メーカーが八宗仏壇の生産をするなど混迷した。1990年代後半からは海外製品の台頭が静岡産地を圧迫しているが、製造産地としては商品の多様化をはかり、高級仏壇も製造されるようになった。また流通産地としての機能も大きい。

## 特徴
唐木の杢張り（突板）なの普及品が多い。上置仏壇やダルマなどの小型仏壇を得意とする。